# ADM-20B Quail
ADM-20 Quail – amerykański lotniczy kierowany pocisk odrzutowy, służący do zakłócania pracy stacji radiolokacyjnych. Pocisk imituje samolot typu B-52, wyposażony w system nawigacji bezwładnościowej. Pocisk używany w lotnictwie strategicznym, w samolotach B-52.